# جو سكوت (لاعب كرة قاعدة)
جو سكوت (بالإنجليزية: Joe Scott)‏ هو لاعب كرة قاعدة أمريكي، ولد في 28 يوليو 1908 في فيلادلفيا في الولايات المتحدة، وتوفي في 23 يونيو 2002 في Meadowbrook, Pennsylvania ‏ في الولايات المتحدة.